# Ньюнс, Джордж
Джордж Ньюнс (англ. George Newnes; 13 марта 1851, Матлок-Бат, Дербишир — 9 июня 1910, Линтон, Девон) — британский издатель и государственный деятель. С 1891 года публиковал журнал Strand Magazine.
В течение двух десятилетий являлся членом британского парламента от Либеральной партии.

## Биография
Джордж Ньюнс родился в семье священника. Получив образование в школе Лондонского Сити, он устроился на работу подмастерьем в оптовую фирму. Через несколько лет он был назначен другой лондонской торговой фирмой руководить её филиалом в Манчестере, где ему в голову пришла идея о создании журнала, полностью состоящего из интересных и занимательных баек, полученных из открытых источников. 2 октября 1881 года Ньюнс на свои деньги отпечатал первый тираж журнала под названием «Tit-Bits», 5000 экземпляров которого были распроданы уже в первые два часа. С ростом популярности журнала, росли и доходы Ньюнса, позволившие ему перенести издание из Манчестера в Лондон и заняться публикацией новых журналов и газет. Одним из его новых начинаний стала газета Westminster Gazette, ставшая одним из официальных печатных органов Либеральной партии Великобритании.
В 1885 году Джордж Ньюнс стал членом британского парламента от Либеральной партии. Спустя 10 лет за свои заслуги в области литературы он получил титул баронета, что не помешало ему лишиться в том же 1895 году своего кресла в парламенте. С началом нового столетия он вернулся в парламент, в качестве представителя округа Суонси, коим являлся последующие десять лет.